# سميرة براهمية
سميرة براهمية، ولدت في منتصف السبعينيات، هي مغنية وكاتبة أغاني وممثلة فرنسية-جزائرية، تكتب بالعربية والإنجليزية والفرنسية.

## السيرة الذاتية
ولدت سميرة براهمية في بيزنسون، فرنسا، في منتصف السبعينيات، بينما كان والدها يدرس هناك. انتقلت عائلتها إلى الجزائر عندما كانت طفلة، وترعرعت هناك. في الجزائر في التسعينيات، خلال عقد من الحرب الأهلية شبه الكاملة، كانت تحلم بأن تصبح مغنية. منذ عام 1994، كانت مغنية دعم، لا سيما مع فرقة الروك إندكس. في عام 2001م، شاركت في فيلم "العالم الآخر" من إخراج المخرج الجزائري مرزاق علواش، وأدت فيه أغنية كتبتها هي بنفسها. يسلط الفيلم أيضًا الضوء على الوضع في الجزائر.
بعد عدة سنوات، في عام 2003 تحديداً، جربت حظها في فرنسا بعد جولة في البلاد، لكنها لم تتمكن من تحقيق مسارها المهني الذي كانت تأمله في الجانب الآخر من البحر الأبيض المتوسط. تم تسجيل أول ألبوم لها "نايليا"، الذي ظهرت فيه كمغنية وكاتبة أغاني، وأُصدر في عام 2006. كما أدّت عروضاً موسيقية متنوعة، مثل التعاون مع الأوركسترا الوطنية بربس. ثم أتيحت لها الفرصة للغناء في "كاباريه سواج"، في الدائرة التاسعة عشرة في باريس، في عروض متنوعة مثل "باربيس كافيه" في أوائل العقد 2010. كما أدت في عروض أخرى مثل "الليالي البربرية المجنونة" و"كاباريه تم-تم".
ثم حصلت على فرصة المشاركة في برامج تلفزيونية شعبية، مثل الموسم الرابع من "ذا فويس: الصوت الأجمل" على التلفزيون الفرنسي في عام 2015, حيث قدمت خصوصًا الأغنية العربية الأندلسية "حرمتو بك نواسي"، أو العرض المماثل في العالم العربي، الموسم الرابع من "ذا فويس أحلى صوت"، حيث قدمت هذه المرة أغنية "إزي الساعة" باللهجة الأمازيغية. ساعدت هذه العروض في رفع ملفها الشخصي. تم اختيارها مجددًا كممثلة من قبل المخرجة رشيدة بركاني، للمشاركة في فيلم "دي ساس إن ساس"، الذي أُصدر في 2016.
في عام 2022، سجلت وأصدرت ألبومها الثاني "أوا". الأغاني، التي تكتبها وتلحنها، تستلهم من التأثيرات الأمازيغية والعربية والمتوسطية والأفريقية.